# Stée
Stée est un hameau belge de l'ancienne commune de Braibant, situé dans la commune de Ciney dans la province de Namur en Région wallonne.